# Мендес, Нора
Нора Мендес (исп. Nora Méndez; род. 1969, Сан-Сальвадор, Сальвадор) — сальвадорская общественная деятельница, писательница, поэтесса и композитор. Политическая заключённая. В настоящее время выступает за сохранение памяти жертв гражданской войны в Сальвадоре и активно популяризирует поэзию, читая стихи в общественных местах Сан-Сальвадора и используя Интернет.

## Биография
Нора Мендес родилась в Сальвадоре в 1969 году. Её литературная и композиторская деятельность тесно связаны с участием в политической жизни Сальвадора во время гражданской войны 1980—1992 годов. Она была генеральным секретарем Федерации сальвадорских школьников (FES) и членом городских коммандос в FAL (Вооруженные силы освобождения), вооруженного крыла Коммунистической партии Сальвадора (PCS). В 1989 году её арестовал секретный отдел Национальной полиции. В том же году по приговору суда она была заключена в тюрьму в Льопанго. Нору Мендес освободили после подписания мирных соглашений 1992 года. Она отошла от общественной жизни и посвятила себя творчеству. В 2002 году была издана её первая книга.
В 1980-х годах писала песни для группы «Нуэвамерика» (исп. Nuevamérica), популярной в Центральной Америке. В настоящее время она является автором кантаты для хора и музыкальной группы «Катерва» (исп. Caterva). В 1991—1992 годах сочинила несколько песен под псевдонимом «Зелёная птица». В 2008 году сочинила стихи «Руфина плачет о детях своих» на музыку Карлоса Колона. Песню посвятили единственной женщине, выжившей во время резни в Эль-Мосоте, которая произошла во время гражданской войны в Сальвадоре. В 2009—2012 годах несколько её стихотворений были опубликованы в сальвадорских и испанских периодических изданиях.